# Leo von Elliot
Nicolaus Leo von Elliot (16 octobre 1816 à Londres-11 juillet 1890 à Saint-Gilles (Bruxelles)) est un peintre, dessinateur et lithographe allemand.

## Biographie
Après sa naissance à Londres, la famille de Leo von Elliot déménage à Darmstadt en 1822. Avant 1833, il reçoit probablement des cours à l'école de dessin de l'inspecteur des musées de Darmstadt, Franz Hubert Müller. En 1836, il commence à étudier à l'école de dessin grand-ducale de Darmstadt, entre autres auprès d'August Lucas. En 1837/38, il étudie à l'Académie royale des beaux-arts de Prusse à Düsseldorf, notamment sous la direction de Karl Sohn. Vers 1841, il entreprend un voyage d'étude au Tyrol du Sud et dans le nord de l'Italie, et de 1841 à 1845, il séjourne à Paris. Là, il est élève dans les ateliers de Paul Delaroche et de Charles Gleyre. Il reçoit aussi une formation graphique auprès de Caspar Gsell. À partir de 1848, Elliot vit à Francfort-sur-le-Main, où il travaille comme reporter-photographe pour l’Illustrirte Zeitung (de Leipzig) et L'Illustration (de Paris). Il couvre les événements révolutionnaires à Baden, Francfort-sur-le-Main, Leipzig, Mayence et Vienne.
En 1849, Leo von Elliot s'installe aux États-Unis pour des raisons politiques, et il travaille comme graphiste et illustrateur de presse à Philadelphie. En 1853, il s'installe en Belgique et, à partir de 1856, il est correspondant photographique permanent de l'Illustrirte Zeitung (de Leipzig) et du Monde illustré (de Paris) pour la Belgique et les Pays-Bas, en étant basé à Bruxelles. En 1870-1871, il est le correspondant officiel du Monde illustré pour la guerre franco-allemande de 1870. Il est aussi l'auteur de rapports sur les expositions universelles de 1873 à Vienne, de 1876 à Philadelphie et de 1878 à Paris.

## Galerie

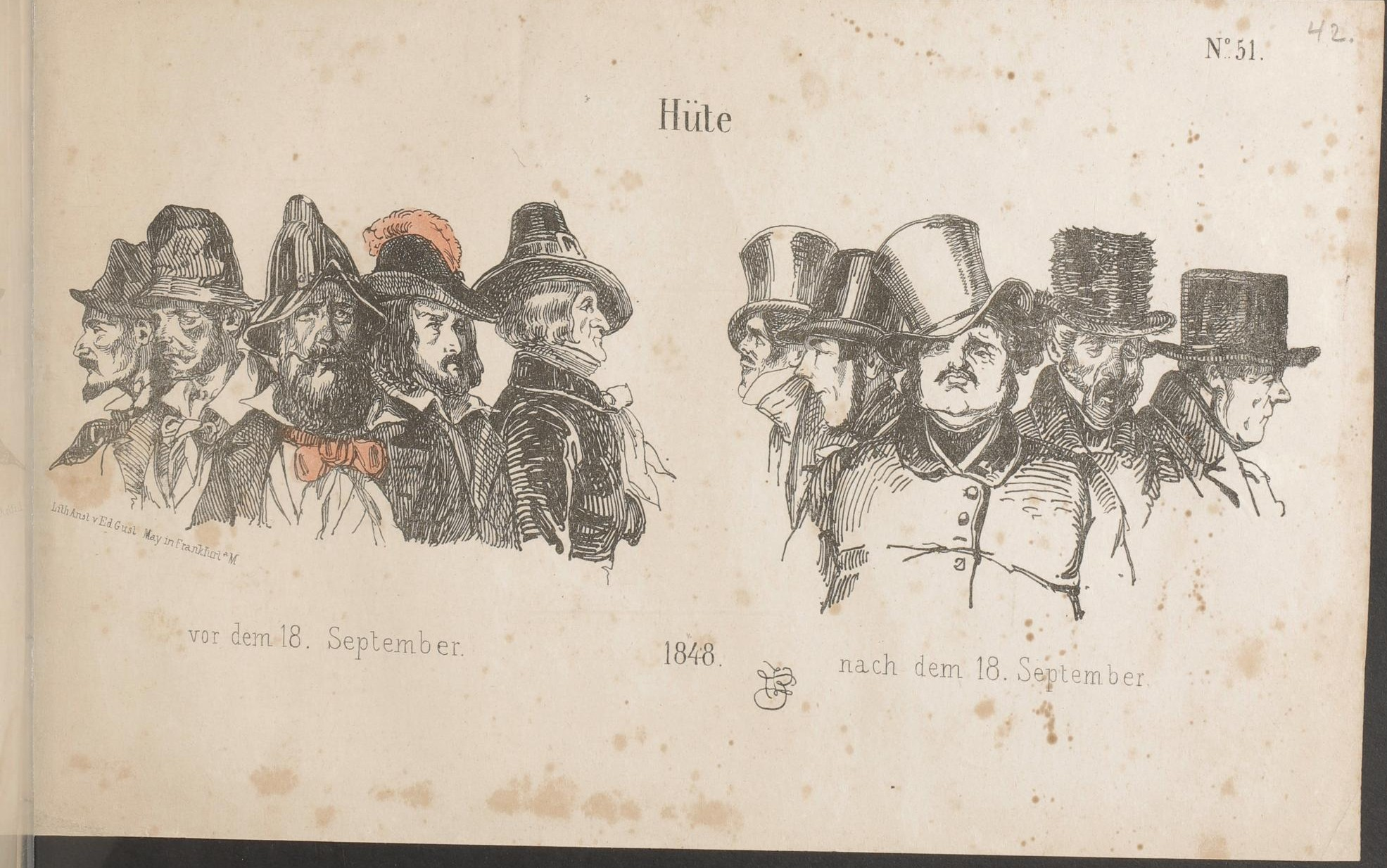
Hüte. vor dem 18. September. 1848. nach dem 18. September.
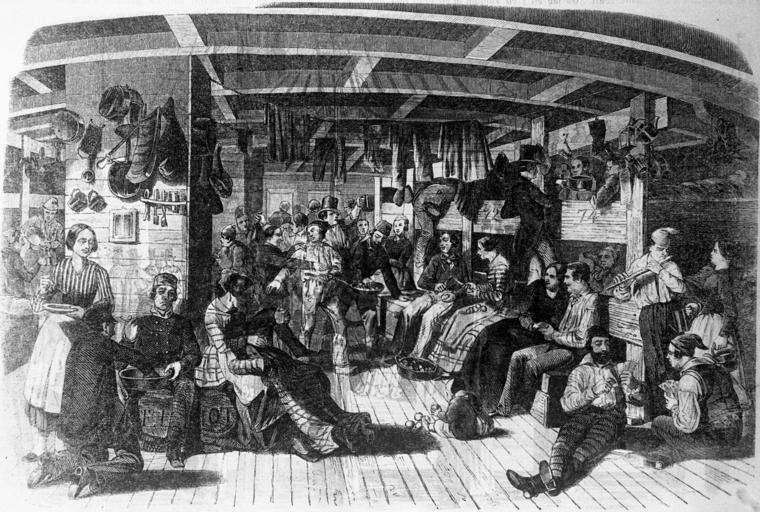
Passagers allemands du "Samuel Hop", 1849.
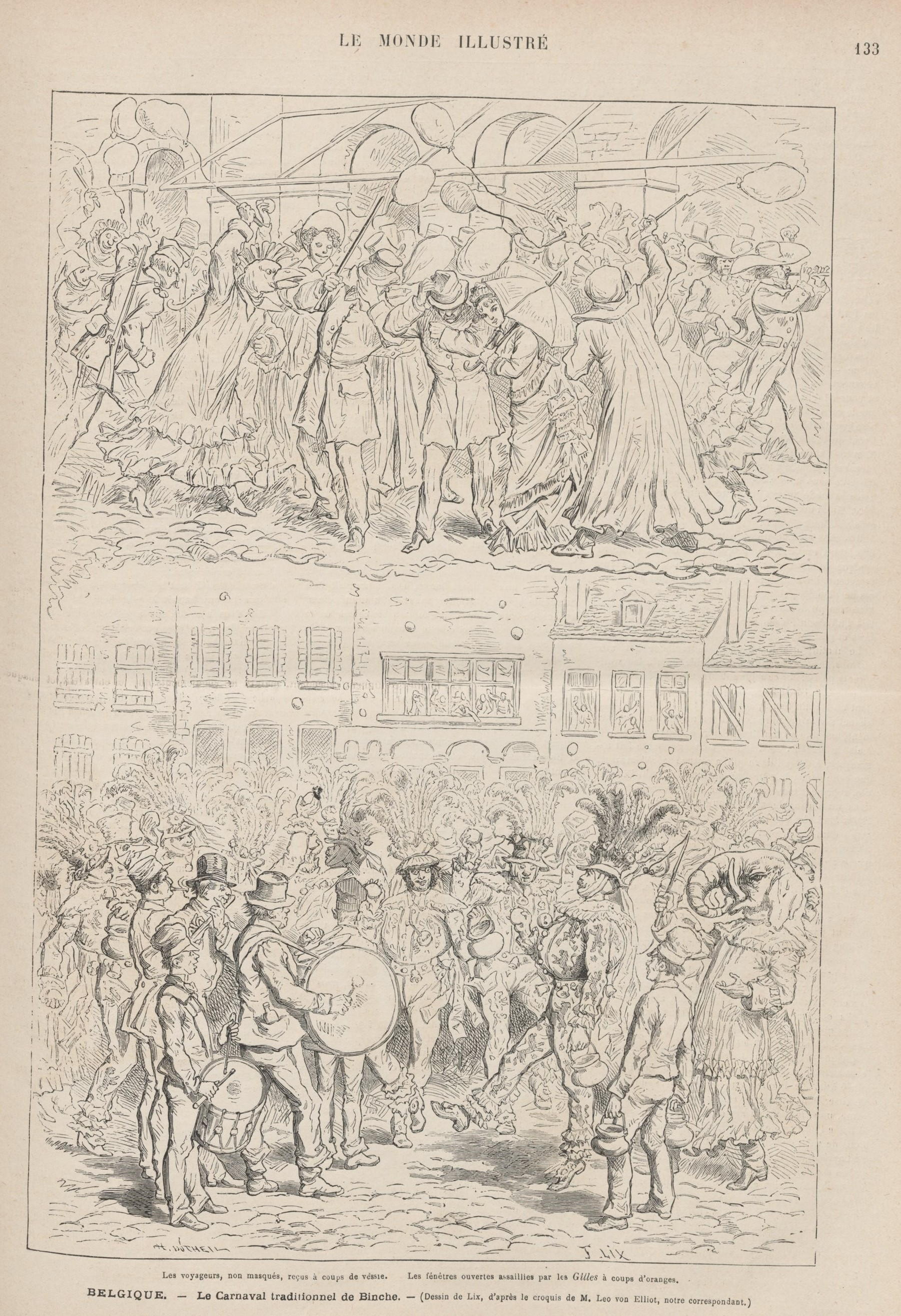
Le carnaval traditionnel de Binche, 1877.